# 岩﨑宙平
岩﨑 宙平 (いわさきちゅうへい、Chuhei Iwasaki) は日本の指揮者、ピルゼン・フィルハーモニー管弦楽団（チェコ語: Plzeňská filharmonie）首席指揮者。

## 来歴
東京都築地出身。桐朋学園高等学校音楽科ヴァイオリン科を経てチェコに留学し、プラハ音楽院で作曲と指揮を学ぶ。
プラハ音楽院在学中の2012年から指揮者として活動を始め、チェコ共和国とスロバキアの主要オーケストラとも共演している。
2019年にピルゼン・フィルハーモニー管弦楽団に客演、2021年には同オーケストラの首席指揮者に就任。
その後もブルノ国立フィルハーモニー管弦楽団などに客演している。